# TVM verzekeringen
TVM verzekeringen (Transport Verzekerings Maatschappij) is een Nederlandse coöperatieve verzekeringsmaatschappij. De organisatie richt zich op het verzekeren en diensten binnen de transport- en logistieke sector, met activiteiten op het gebied van zowel weg- als watertransport.
TVM verzekeringen is in 1962 door Nederlandse transportondernemers opgericht en heette aanvankelijk Transvemij (afkorting voor Transport Verzekerings Maatschappij). Zij wilden een verzekeraar oprichten die aansloot bij de specifieke behoeften van hun sector. Sindsdien is de organisatie uitgegroeid tot een verzekeraar die zich richt op meerdere segmenten binnen transport en logistiek, waaronder binnenvaart en pleziervaart. TVM heeft kantoren in Nederland, België en Duitsland. Het hoofdkantoor staat in Hoogeveen, provincie Drenthe. 

## Organisatie
TVM is georganiseerd als coöperatie. De verzekerden zijn tevens leden van de coöperatie en worden vertegenwoordigd in een ledenraad die invloed uitoefent op het beleid. Het dagelijks bestuur is in handen van een Raad van Bestuur en wordt gecontroleerd door een Raad van Commissarissen.

## Activiteiten
TVM biedt verzekeringen aan voor verschillende vormen van transport. Dit omvat onder andere schadeverzekeringen voor vrachtwagens, bestelauto’s, binnenvaartschepen en pleziervaartuigen. Daarnaast biedt de organisatie aanvullende verzekeringen, zoals rechtsbijstand, transportgoederenverzekeringen en collectieve ongevallenverzekeringen.
Ook levert TVM diensten op het gebied van preventie, verzuimbegeleiding, schadeservice en risicobeheer, met als doel het beperken van schade en het verbeteren van veiligheid binnen de sector.

## Veiligheid en duurzaamheid
TVM voert diverse programma’s uit die gericht zijn op het verbeteren van verkeersveiligheid, het voorkomen van schade en het bevorderen van duurzaamheid in de transportsector. Hierbij wordt samengewerkt met transportondernemers, brancheorganisaties en overheden. Data en analyses worden ingezet om risico’s inzichtelijk te maken.

## Sponsoring en publieke bekendheid
Tussen 1976 en 2001 stond Ad Bos aan het roer. In 1988 werd de naam van de maatschappij veranderd in TVM verzekeringen. Bij het grote publiek is TVM bekend vanwege de sponsoractiviteiten in de sport en in 1986 startte TVM een wielerploeg met broer Piet Bos als ploegleider. Veertien jaar lang werd een TVM-wielerploeg gesponsord. In 2000 stapte het bedrijf over het sponsoren van het schaatsen en volgde zoon Arjan Bos hem op. Bekende schaatsers die bij TVM verzekeringen onder contract stonden, waren onder meer Sven Kramer en Ireen Wüst. Bekende coaches waren Gerard Kemkers en Bart Veldkamp. Jaarlijks investeerde TVM ongeveer 3 miljoen euro in de schaatsploeg. Na de Olympische Spelen van Sotsji in 2014 beëindigde TVM de sponsoring van de schaatsploeg. In mei 2014 maakte TVM bekend te stoppen met het sportsponsoring en meer op maatschappelijke betrokkenheid, met nadruk op veiligheid binnen de sector.

## Initiatieven
TVM initieert en ondersteunt verschillende projecten binnen de sector, waaronder:
- TVM foundation: TVM geeft jaarlijks een deel van haar winst aan TVM stichting; leden en medewerkers kunnen met dit geld hun plannen voor een betere leefomgeving realiseren.
- Ridders van de Weg: een erkenningsprogramma voor chauffeurs die langdurig schadevrij rijden.
- TVM Awards: een jaarlijkse prijsuitreiking waarin aandacht is voor veilig rijgedrag, innovatie en duurzaamheid.
- Dag van Veilig Transport: een evenement gericht op kennisdeling over veiligheid en risicobeheersing.

## Externe betrekkingen
TVM is aangesloten bij het Verbond van Verzekeraars en onderhoudt samenwerkingsrelaties met partners in de transportketen, onder andere op het gebied van opleiding, risicopreventie en dataverwerking.